# Антіохійська православна церква
Гре́цький правосла́вний патріарха́т Антіо́хії й усього́ Схо́ду (араб. بطريركية أنطاكية وسائر المشرق للروم الأرثوذكس, трансліт. Baṭriyarkiyyat ʾAnṭākiya wa-Sāʾir al-Mašriq li-r-Rūm al-ʾUrṯūḏuks, дос. «Румський православний патріархат Антіохії й усього Сходу») або Антіохі́йський патріарха́т (грец. Πατριαρχεῖον Ἀντιοχείας, трансліт. Patriarcheîon Antiocheías; араб. بطريركية أنطاكية وسائر المشرق للروم الأرثوذكس) — автокефальна помісна східна православна церква, яка посідає 3-тє місце в диптиху автокефальних помісних церков і є частиною грецьких православних церков. Виникла внаслідок розколу давньої Церкви Антіохії, яка через історичні події поділилася на низку різних церков. Одна з п'яти стародавніх патріархатів Великої Церкви. За переказами, заснована близько 37 року в Антіохії апостолами Петром і Павлом. З 451 року — патріархат. Використовує у своїй літургії візантійський обряд, грецьку мову, койне та новоюліанський календар, вона є частиною Східного християнства.
З Антіохійської церкви вийшли святі подвижники і поборники християнства: преподобний Іларіон Великий — засновник чернецтва в Палестині; святитель Іван Золотоустий, що народився в Антіохії, де був пресвітером до покликання на Константинопольську катедру; преподобний Іван Дамаскин і багато інших.

## Історія

### Початок (I—V століття)
Засновниками Антіохійської церкви традиційно вважаються апостоли Петро і Павло, про що свідчать багато церковних письменників (Євсевій Кесарійський, св. Іван Золотоуст, Блаженний Єронім, св. папа Римський Лев I Великий). Незабаром після заснування Церква вступає в епоху гоніння на християн, яке тривало до 313 року, коли імператорами Костянтином Великим і Ліцинієм був направлений Міланський едикт, який дозволив сповідування будь-яких релігій на території імперії. До цього ж часу відноситься і початок поширення аріанства. Це викликало розкол, що тривав до 381 року.
У IV столітті в Сирії поширюється чернецтво. На відміну від єгипетського, сирійське чернецтво на перших етапах було менш замкнутим: ченці вели місіонерську проповідь серед язичників, активно займалися благодійністю. У V столітті виникає стовпництво — усамітнення відлюдника на гірському кручі або на стовпі (див. Симеон Стовпник).

#### Греко-семітське коріння
За словами євангеліста Луки — самого греко-сирійського члена цієї громади:
Спочатку учнів називали християнами в Антіохії.
Коли Петро покинув Антіохію, Еводій та Ігнатій взяли на себе відповідальність за патріархат. І Еводій, і Ігнатій загинули мучениками під час римського переслідування.
Елліністичний юдаїзм і юдейсько-грецька література «мудрости», популярна в епоху пізнього Другого Храму як серед еллінізованих євреїв-рабинів (відомі як «Мітявнім»), так і серед елітних грецьких прозелітів, що перейшли в основний юдаїзм, відіграли важливу роль у формуванні мелькітсько-антіохійської грецької православної традиції. Деякі типово грецькі священичі обряди та гімни «Стародавньої Синагогали» збереглися частково до теперішнього часу у виразних церковних службах, архітектурі та іконографії грецьких православних та греко-католицьких спільнот Мелкіта провінції Хатай на півдні Туреччини, Сирії та Лівану.

Деякі історики вважають, що значна частина еллінізованих єврейських громад та більшість родових греко-македонських поселенців у Південній Туреччині (Антіохія, Александретта та сусідні міста) та Сирії / Лівані— в Діях називався «елліністаями» — поступово перетворилися на греко-римську гілку християнства, яка врешті-решт створила елліністичні церкви «Мелкіт» (або «імперську») у Західній Азії та Північній Африці.
Як єврейське християнство зародилося в Єрусалимі, так і неєврейське християнство почалося в Антіохії, тодішньому провідному центрі елліністичного Сходу, апостолами якого були Петро і Павло. З Антіохії вона поширилася на різні міста та провінції Сирії, серед елліністичних сирійців, а також серед елліністичних євреїв, які в результаті великих заколотів проти римлян в 70 і 130 рр. були вигнані з Єрусалиму та Палестини в Сирію.
Діяння 6 вказують на проблематичну культурну напруженість між еллінізованими євреями та грекомовними юдейо-християнами, зосередженими навколо Антіохії та пов'язаних з нею килікійських, південноанатолійських та сирійських «діаспор» та (як правило, більш консервативних) арамейськомовних євреїв, які переходять до християнства, заснованого в Єрусалим та сусідні ізраїльські міста:
«Євреї» були християнами-євреями, які говорили майже виключно арамейською мовою, а «елліністи» — також християнами-євреями, рідною мовою яких була грецька. Вони були грекомовними євреями діаспори, які повернулись, щоб оселитися в Єрусалимі. Для їх ідентифікації Лука використовує термін еллінеї. Коли він мав на увазі греків, язичників, неєвреїв, які говорили грецькою мовою та жили за грецькою модою, тоді він вживав слово елліни (Дії 21.28). Як стає зрозумілим із самого контексту Дії 6, еллінійці не є еллінами.

#### «Немає ні єврея, ні грека»
З часом ця етнокультурна та соціальна напруженість була подолана появою нової, типово антіохійської грецької доктрини (doxa), очолюваної Павлом (який сам був еллінізованим євреєм-кілікієм) та його послідовниками. 1. Створені, автохтонні еллінізовані євреї-кілікії-західносирійські євреї (вони самі є нащадками вавилонських та азійських єврейських мігрантів, які рано прийняли різні елементи грецької культури та цивілізації, зберігаючи загалом консервативну прихильність до єврейських законів та традицій) 2. Язичники, «класичні» греки, греко-македонські та греко-сирійські язичники 3. Місцеві, автохтоні нащадки грецьких або греко-сирійських навернених до основного юдаїзму — відомих як «прозеліти» (грецькою προσήλυτος / прозеліти або «прибулі до Ізраїлю») та грекомовних євреїв, народжених у змішаних шлюбах.

Зусиллям Павла сприяло прибуття четвертої хвилі грекомовних прибульців до Кілікії та Північно-Західної Сирії: кіпрських та кіренських (лібійських) єврейських мігрантів неєгипетського північноафриканського єврейського походження та родових поселенців з Італії — багато з яких вже вільно говорили грецькою мовою койне та/або віддавали своїх дітей до греко-сирійських шкіл. Деякі вчені вважають, що на той час ці кіпрські та кіренські північноафриканські єврейські мігранти, як правило, були менш заможними, ніж автохтонні килікійсько-сирійські євреї, і сповідували більш ліберальну форму юдаїзму, більш сприятливу для формування нового канону:
[Північноафриканські] Киринські євреї мали достатнє значення в ті часи, щоб їх ім’я пов’язувалося з синагогою в Єрусалимі (Дії 6: 9). А коли сталося переслідування щодо Стефана [еллінізованого сирійсько-кілікійського єврея і одного з перших відомих навернених до християнства], деякі з цих євреїв Кірени, які були навернені в Єрусалимі, були розпорошені за кордон і разом з іншими прибули до Антіохії [...], а один з них, Луцій, став пророком у першій церкві там [грекомовна „православна“ церква Антіохії].
Ці тонкі, прогресивні соціально-культурні зрушення якимось чином коротко узагальнені в розділі 3 Послання до Галатів:
Немає ні єврея, ні грека: немає ні раба, ні вільного: немає ні чоловіка, ні жінки. Бо ви всі єдині у Христі Ісусі (Галати 3:28).

#### Подвійне самоозначення: «мелкіти» та «східні римляни»
Унікальне поєднання етнокультурних рис, породжених поєднанням грецької культурної бази, елліністичного юдаїзму та римської цивілізації, породило виразно антиохійські «східно-середземноморсько-римські» християнські традиції Кілікії та Сирії/Лівану:
Суміш римських, грецьких та єврейських елементів чудово адаптувала Антіохію до великої ролі, яку вона відіграла в ранній історії християнства. Місто було колискою церкви.
Деякі типово антіохійські давні літургійні традиції спільноти, що кореняться в елліністичному юдаїзмі та, в цілому, в греко-єврейській культурі Септуагінти Другого Храму, були поступово витіснені як пізньосередньовічними, так і сучасними епохами як фанаріотськими європейськими греками (Вселенським патріархом Константинополя) і Ватиканом (Латинською церквою); богословами, які прагнули «повернути» левантинські греко-православні та греко-католицькі громади в європейську християнську паству.
Але члени громади в Південній Туреччині, Сирії та Лівані досі називають себе румами, що означає «східноримський» або «азійський грек» арабською. У цьому конкретному контексті термін «Рум» використовується переважно перед «Yāvāni» або «Ionani», що означає «європейсько-грецький» або йонійський на біблійному івриті (запозичена зі староперсидського Яван=Греція) та класичній арабській мові. Члени громади також називають себе «мелкітами», що буквально означає «монархісти» або «прихильники імператора» на семітських мовах — посилання на їх відданість у минулому греко-македонському, римському та візантійському імператорському правлінню. Але в сучасну епоху цей термін, як правило, частіше використовується послідовниками греко-католицької церкви Антіохії та Александрії та Єрусалиму.

### Період поділів (V—VII століття)

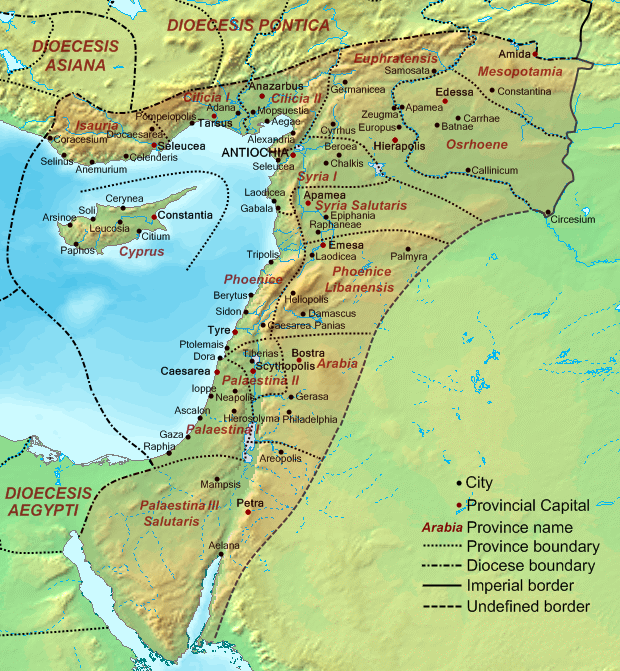
Діоцез Схід на початку V століття

Антіохійської патріархат і Сирія в цілому були найбільш неспокійною областю Візантії, де на початку V століття почалися христологические смути. Незважаючи на те, що Антіохійська богословська школа була засновницею діофізизму христології, в Сирії була сильна і партія прихильників міафізітского богослов'я Кирила Александрійського. З фактичним розгромом несторіан в Візантії, після Халкідонського собору христологічне протиборство відбувається вже між прихильниками і противниками цього собору. Після вигнання з катедри імператором Юстином I міафізітского патріарха Севера Антіохійського 512—518 роки і практично повного знищення що не визнає Халкідонського собору єпископату, визнана державою Антіохійська церква остаточно стає діофізітською. Проте, дуже скоро міафізіти відтворюють свою церковну структуру, ніж дають початок паралельного патріархату, який після остаточного етно-конфесійного поділу в імперії стає Сирійської православної церквою. Але до того як халкідонітський патріархат Антіохії став чисто грецьким, а нехалкідонітский чисто сирійським, не припинялися спроби пошуку подолання розколу. На початку VI століття імператор Іраклій, маючи твердий намір об'єднати Вселенську церкву, посадив на всі провідні катедри патріархів міафізітів і запропонував у вигляді компромісною доктрини вчення монофелітства. Однак цей намір не прижився і патріархати знову розділилися.

### Під владою арабів (VII—XI століття)
Із 637 року Сирія потрапила під владу арабів. Положення греко-православних сильно ускладнилося, оскільки араби в них бачили не тільки «невірних», але і союзників Візантії. З цієї причини Антіохійського грецькі патріархи змушені були жити у вигнанні в Константинополі, а після смерті Георгія II (бл. 702 року) перервалася і ця лінія. Лише в 742 році халіф Хішам дозволив обрати на Антіохійську катедру сирійського ченця Стефана з умовою його повної лояльности. Співпраця з мусульманською владою часом перевищувало всякі межі. Так, наприклад, патріарх Іов супроводжував арабську армію в поході на Аморі (838 рік) і вмовляв здаватися візантійські фортеці владі. Візантійський імператор Никифор II Фока (963—969), здобувши ряд перемог над арабами звільнив Антіохію і ряд інших територій. Однак військові невдачі мусульман посилили міжконфесійну напруженість: кожен тріумф Никифора провокував погроми християн в Палестині і Сирії. Однією з жертв цих гонінь став Антіохійський патріарх Христофор, убитий в 967 році. Візантійський період, який тривав до 1084 року, був епохою відродження Патріархату.

### Сельджуки і хрестоносці (XI—XVI століття)
У грудні 1084 року, в ході раптового удару, турки-сельджуки оволоділи Антіохією. Саме по собі встановлення сельджуцького панування на Близькому Сході в кінці XI століття не спричинило за собою помітного погіршення соціального статусу місцевих християн. Більшою мірою вони страждали, як і решта населення, від політичної нестабільности в Сирії, нескінченних воєн невеликих еміратів, насильницьких розділів і переділів територій. У 1097 році в Східному Середземномор'ї з'явилися хрестоносці. З перемогою хрестоносців положення сирійських християн аж ніяк не покращився: латиняни сприймали своїх східних одновірців як неповноцінних християн. Уже в 1100 році Патріарх Іван Оксіта був вигнаний з Антіохії, а на його місце поставлений латинський прелат Бернард з Валенсії. Латинські патріархи незабаром почали заміщати православних єпископів латинянами на завойованих територіях. Антіохійська катедра змушена була перебувати в еміграції в Константинополі. З еміграції Патріарх повернувся у 1269 році. До 1291 хрестоносці втратили свої останні володіння на Сході. Однак християни, які становлять в XI столітті чи не половину населення Сирії і Палестини, через 200 років були майже повністю знищені, перетворившись в невеликі групи місцевого населення.
У 1342 році катедра була перенесена з Антіохії в Дамаск, де перебуває по цей час.

### Під владою Османської імперії (XVI—XIX століття)
У 1517 році Дамаск був захоплений Османською імперією, і Антіохійський Патріарх виявився під адміністративним контролем Вселенського патріарха. У Сирії церква була обкладена спеціальним податком для не мусульман, для швидкої оплати якого турки не раз застосовували тюремну варту навіть для митрополитів або патріархів. У той час православна громада не підпорядковувалась цілеспрямованому релігійному гніту, в арабських провінціях Османської імперії не визначено випадків масової чи насильницької ісламізації. Єдиний період дослідження православних на Ближньому Сході пов'язаний із грецьким повстанням 1820-х років, коли Антіохійському Патріарху Серафиму не вдалось уникнути казни. Єдиний період переслідування православних на Близькому Сході пов'язаний з Грецьким повстанням 1820-х років, коли Антіохійському Патріарху Серафиму ледве вдалося уникнути страти.
За різними оцінками, чисельність православних в Антіохійському патріархаті в середині XIX століття досягала 60-110 тис. (близько 8-9 % від усього населення Сирії).
У 1860 році сирійських християн спіткала трагедія, коли в Дамаску під час різанини і погрому була знищена значна частина християнської громади міста і зруйновані всі церкви.
У 1898 році російська дипломатія, за активної участи Імператорського Православного Палестинського товариства, зуміла домогтися обрання араба-сирійця на патріарший престол, з подальшим витісненням греків з ієрархії. У квітні 1899 був обраний перший патріарх-араб Мелетій (Думані). Практика обрання Антіохійського патріарха з православних арабів з тих пір зберігається.
Після падіння турецької Османської імперії та царської Російської імперії (довгий час була захисником греко-православних меншин в Леванті) та наступного зростання французького колоніалізму, комунізму, ісламізму та ізраїльського націоналізму деякі члени Грецької православної церкви Антіохії прийняла секуляризм та/або арабський націоналізм як спосіб модернізації та «секуляризації» новостворених національних держав Північної Сирії та Лівану, і таким чином забезпечити життєздатну «альтернативу» політичному ісламу, комунізму та єврейському націоналізму (розглядаються як ідеології, потенційно виключно візантійських християнських меншин).

### Новітня історія (XX—XXI століття)

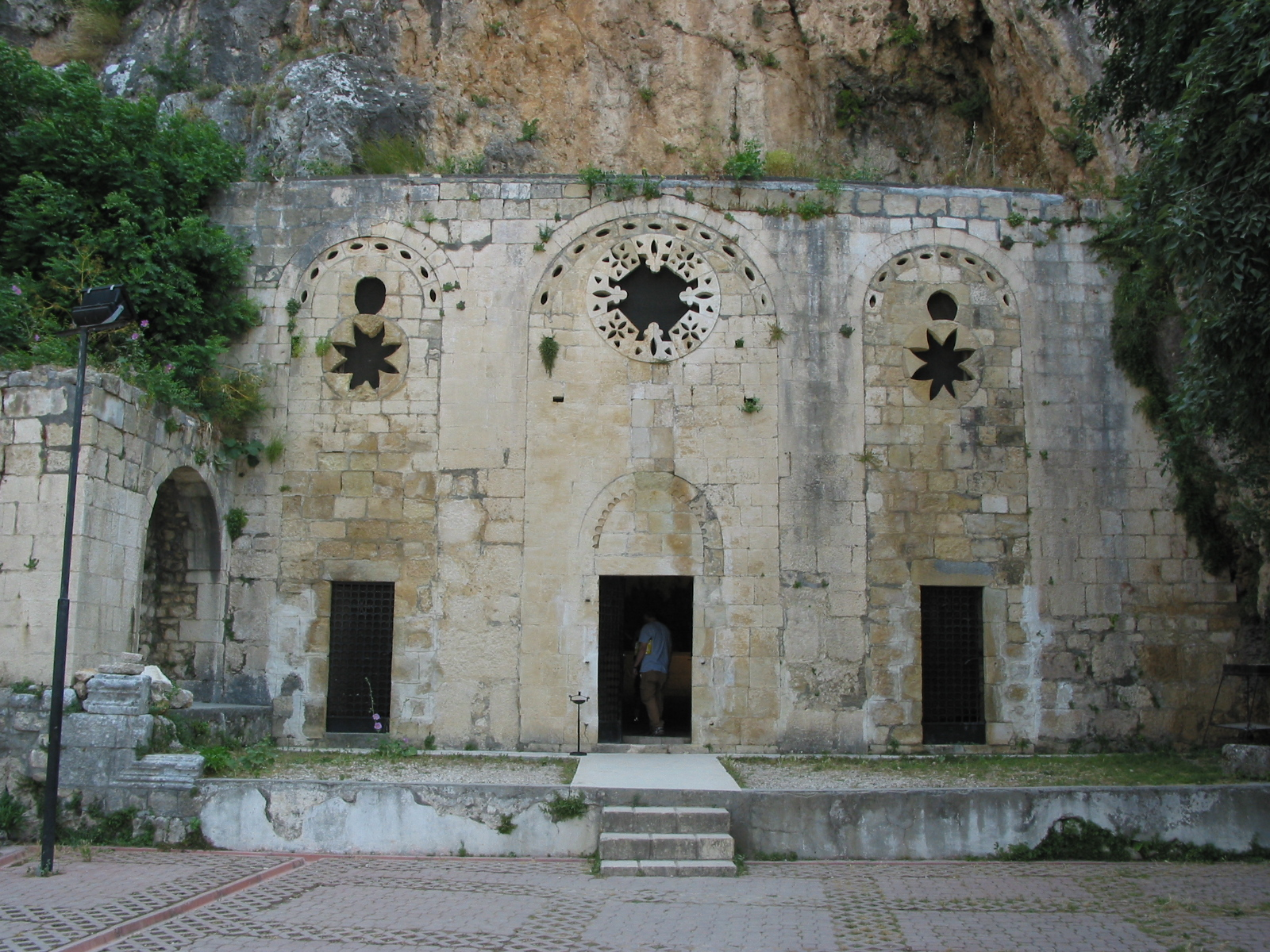
Церква святого Петра в Антіохії

З 1908 року Патріархат щорічно отримував по 30 тисяч царських рублів за рахунок власних коштів російського імператора (Миколи II). У 1913 році патріарх Антіохійський Григорій IV здійснив офіційний візит до Російської імперії, де взяв участь в урочистостях з нагоди 300-річчя дому Романових і багатьох богослужіннях в ряді міст імперії.
На початку XX століття (особливо під час Першої світової війни) лівансько-американські письменники греко-православного антіохійського походження, такі як Авраам Димитрій Ріхбані, відомий як Авраам Мітрі Ріхбані (навернений до пресвітеріанства), популяризували ідею вивчення давньогреко-семітської мови культури, щоб краще зрозуміти історичний та етнокультурний контекст християнських Євангелій: його оригінальні погляди були розроблені в серії статей для The Atlantic Monthly і опубліковані в 1916 р. у формі книги як «Сирійський Христос».
За лозаннським договором 1923 року частка території Антіохійської православної церкви — Кілікія, Шанлиурфа і Мардін — були в складі Турецької республіки; за угодою з Грецією про обмін населенням всі православні були депортовані з цих районів, незважаючи на їх протести і заяви, що вони араби, а не греки. Напередодні Другої світової війни французька влада передали Туреччині район Олександретти, в якому знаходиться Антіохія. Ця акція (до сих пір офіційно не визнана Сирією) погіршила становище місцевого християнського населення.
У 1929 році частина православних Лівану виступила за створення автокефальної Ліванської церкви, стверджуючи, що церковна незалежність є логічний наслідок політичної самостійности. Ці прагнення були підтримані французькою владою, але натрапили на стійке неприйняття сирійців. У результаті напружених переговорів в Бейруті і Захлі (1929) сторони змогли прийти до угоди, що Патріарший престол залишиться в Дамаску. Тривала процедура виборів нового Патріарха завершилася в лютому 1931 року обранням в Бейруті кандидата ліванської партії митрополита Лаодикійського Арсенія (Хаддада). Незабаром в Дамаску на Патріарший престол був обраний митрополит Трипільський Олександр (Таха). По смерті Арсенія в січні 1933 року він об'єднав весь Патріархат під своєю владою.
Протягом усього XX століття йшла еміграція арабів-християн із Близького Сходу. Багато осідали в Північній Америці, де до 1918 року перебували в підпорядкуванні Московського патріархату. Після революції 1917 року в Росії, викликала церковну смуту в Північній Америці, сиро-арабські парафії в Північній Америці частиною увійшли в російську Північноамериканську митрополію, частиною — в пряму юрисдикцію Антіохійського патріархату.
Антіохійському патріархату вдалося домовитися з Російською Північною митрополією про перехід всіх арабських єпархій під її омофор, проте намічене свячення двох єпископів в 1936 році обернулося новим розколом. Замість того щоб висвятити одного з них в якості вікарного єпископа, ієрархи Російської православної церкви закордоном, у складі якої тоді увійшла Північноамериканська митрополія, висвятили його архиєпископом Толедським, і він утворив власну незалежну церкву.
У 1972 році був прийнятий нині діючий Статут Грецького православного патріархату Антіохії.
Лише в 1975 році розкол Антіохійської церкви в Америці був подоланий: 24 червня 1975 року митрополит Філіп (Саліба) Антіохійської архиєпархії Нью-Йорка і митрополит Михайло (Шахін) Антіохійської архиєпархії Толедо (Огайо) підписали «Статті про возз'єднання» — документ, що відновив адміністративну єдність серед антіохійських православних в США і Канаді; 19 серпня 1975 «Статті» були затверджені Синодом Антіохійського патріархату.
У жовтні 2003 року митрополії Антіохійського патріархату в Північній Америці Синодом Антіохійської церкви було даровано самоврядування; вікарні єпископи митрополії були зведені на ступінь єпархіальних.

## Становлення
Назва «Антіохійська православна церква» походить від Антіохії, колишньої столиці Сирії, що була свого часу визначним центром християнського богослов´я, таємним місцем проведення соборів. Після згадуваного вже собору 451 р. єпископ Антіохії разом з єпископами інших християнських центрів Сходу одержав титул патріарха.
Історичний шлях Антіохійської церкви позначений бурхливими подіями, що негативно вплинули на її становище у православному світі. У V ст. від неї відділилася Халдейська церква, у VI ст. — сіро-яковіти (монофізити). Відтак церква стала пасивним спостерігачем геополітичних змін у регіоні, які також суттєво ослабили її. З 637 по 969 рр. Антіохією володіли араби, а в XI—XIII ст. вона підпала під гніт хрестоносців. Чергового удару у XIII ст. завдали їй єгипетські мамлюки; в XVI ст. вона була поневолена турками. Саме тоді зникла й назва Антіохії, місто стало називатися Антак'я. Ще раніше патріаршу резиденцію було перенесено до Дамаска.
Постійні утиски та страшенна бідність церкви призвели до того, що впродовж кількох століть вона була об'єктом маніпуляцій з боку Константинопольського та Єрусалимського патріархатів. Лише наприкінці XIX ст. ситуація в Антіохійській церкві почала поліпшуватися.
Патріарх, який очолює церкву, має титул Блаженнішого Патріарха Великої Антіохії і всього Сходу. Його резиденція знаходиться в столиці Сирії Дамаску. При патріархові діє Священний Синод, до складу якого входять правлячі архиєреї.

## Організація та структура

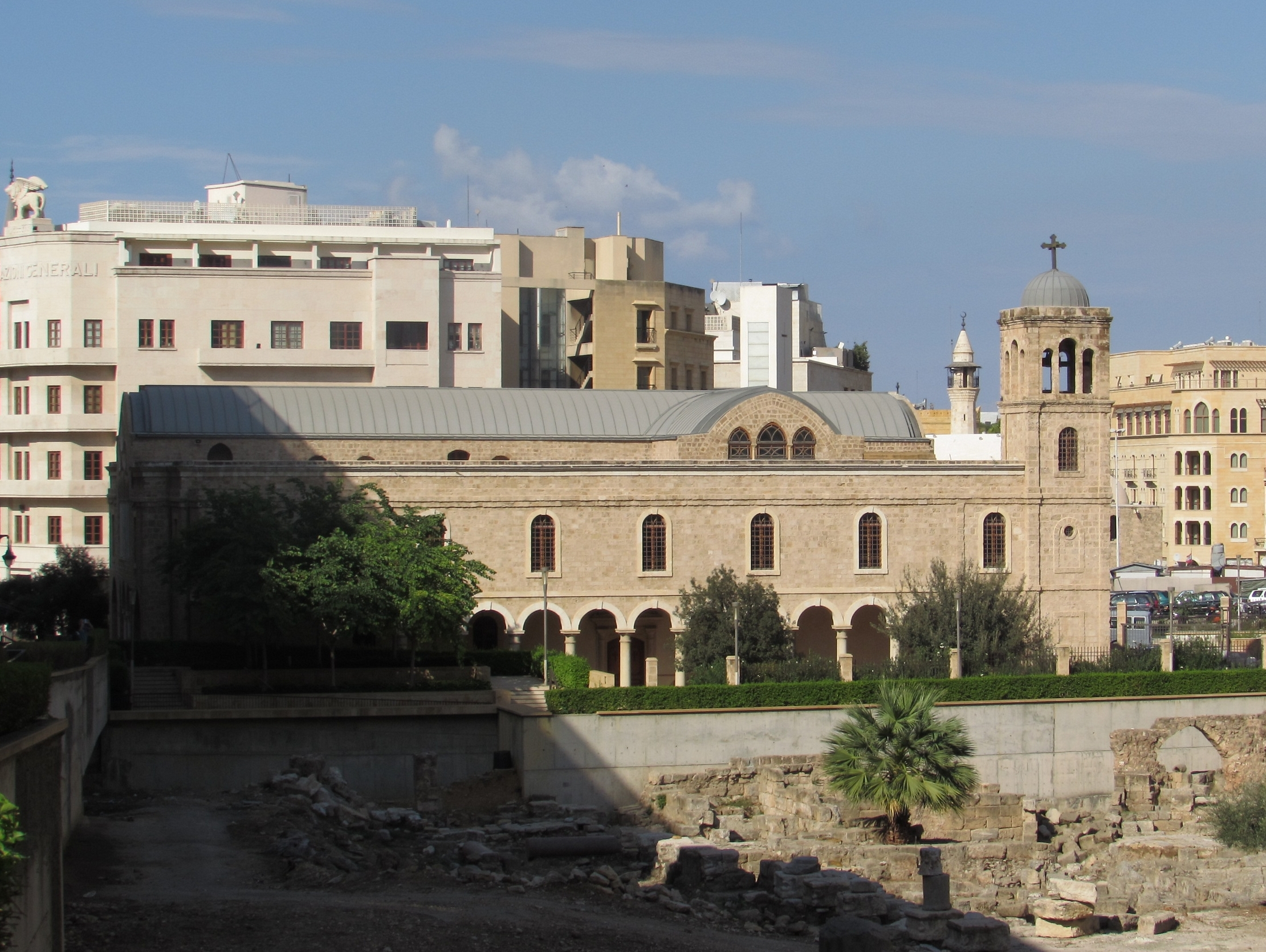
Собор в Бейруті, Ліван.

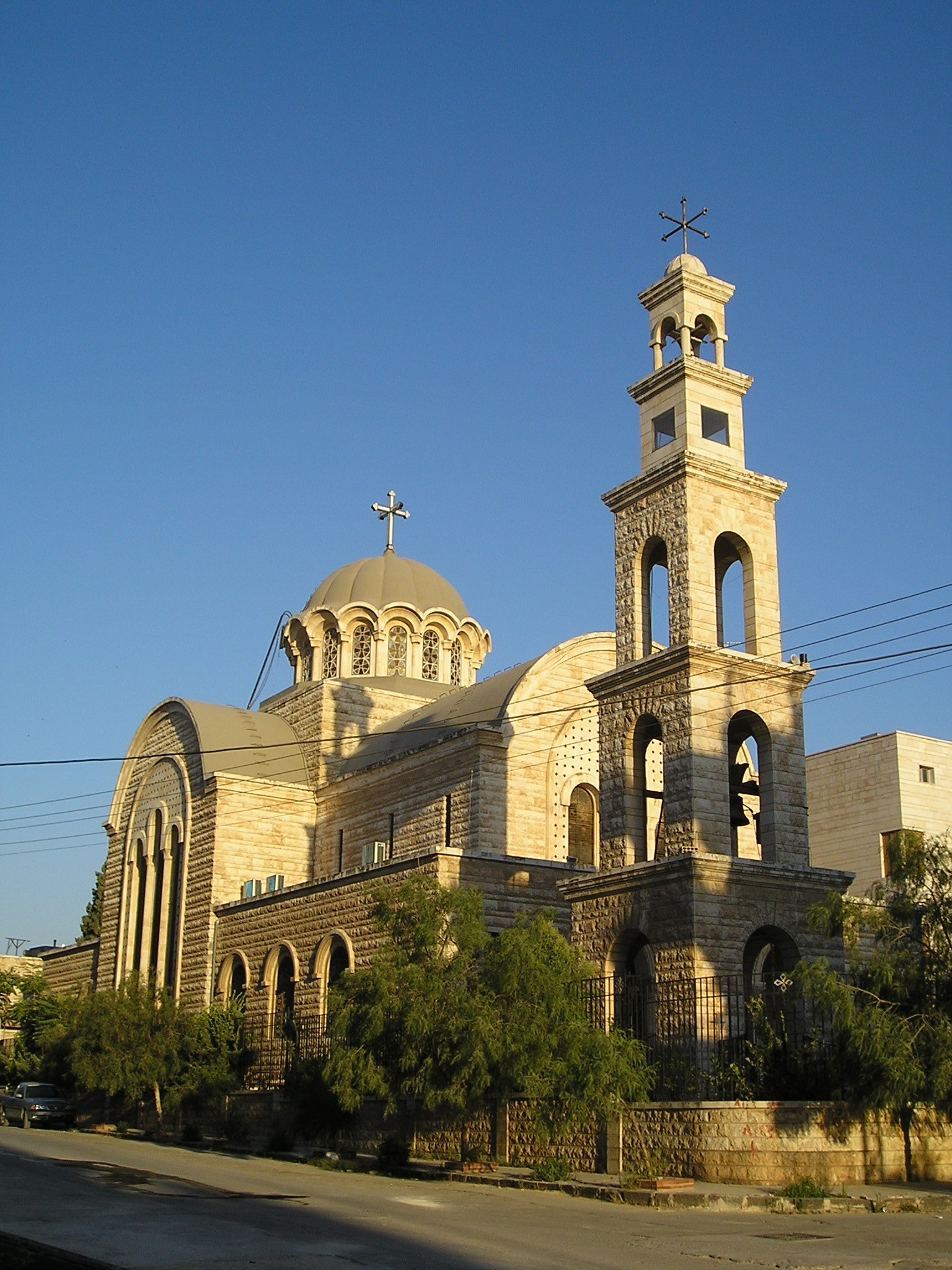
Собор Святого Георгія в Хамі, Сирія.

За офіційними даними в Грецькому Антіохійському Патріархаті діють близько 780 церков і каплиць, в яких служать близько 860 священиків і дияконів (з них 560 — за межами Азії), а загальна кількість віруючих становить близько 750 тисяч чоловік.
Нині вона має 22 архиєпархії: 6 — у Сирії, 6 — у Лівані, 1 — в Іраку, 3 — в Туреччині та 6 — на американському континенті. Церква має близько 400 храмів, 20 монастирів, Бель-ментську духовну академію (поблизу Триполі), семінарію та кілька коледжів. Видає 6 журналів та бюлетенів. Офіційний орган — журнал «Ан-Нахра».
1970 в Триполі (Ліван) відкрито Богословську академію св. Іоанна Дамаскіна (в 1988 її приєднано до Баламандського університету).
Священний синод Антіохійського патріархату складається з патріарха та митрополитів і збирається принаймні раз на рік. Його функції: обрання патріарха, єпископів, спостереження за дотриманням православ'я та застосовування санкцій проти порушників церковного уставу. Існує Собор церкви, що складається з синоду і мирян; збирається двічі на рік і відповідає за фінансову, освітню, юридичну та адміністративну діяльність церкви. Патріархат бере активну участь в екуменічному русі.
5 серпня 2020 року на території Антіохійського Патріархату сталась техногенна катастрофа — вибухи в порту Бейрута. Співчуття Висловили Александрійський, Вселенський, Московський та інші патріархи, а також митрополит Київський Епіфаній.

### Митрополії та єпархії
1. Дамаська і Антіохійська митрополія (катедра — Дамаск)
2. Алеппська і Александреттська митрополія (Халеб)
3. Митрополія Бусри, Орану та Джебель-аль-Арабу (Ес-Сувейда)
4. Хамська митрополія (Хама)
5. Хомська митрополія (Хомс)
6. Лаодікейська митрополія (Латакія)
7. Бейрутська митрополія (Бейрут)
8. Аккарська митрополія (Чейх-Таба)
  1. Ніневійська єпархія (Тартус)
  2. Баніяська єпархія (Сафіта)
  3. Артуська єпархія (Мармарита)
9. Митрополія Гірського Лівану (Біблська і Батрунська) (Бруммана)
10. Захленська і Баальбецька митрополія (Захла)
11. Триполійська і Курська митрополія (Триполі)
12. Тірська і Сідонська митрополія (Марджаюн)
13. Багдадська і Кувейтська митрополія (Багдад)
14. Антіохійська православна архиєпархія Австралії, Нової Зеландії та всієї Океанії (Сідней)
15. Митрополія Франції, Західної та Південної Європи (Париж)
16. Німецька і Центральноєвропейська митрополія (Кельн)
17. Митрополія Британських островів та Ірландії (Лондон)
18. Антіохійська православна архиєпархія Північної Америки (Інглвуд)
  1. Нью-Йоркська і Вашингтонська єпархія (Інглвуд)
  2. Вустерська і Новоанглійська єпархія (Вестборо)
  3. Єпархія Маямі та Південного Сходу США (Помпано-Біч)
  4. Єпархія Вічити і Центру США (Вічита)
  5. Єпархія Лос-Анджелеса і Заходу США (Лос-Анджелес)
  6. Єпархія Ігл-Ривера та Північного Заходу США (Лос-Анджелес)
  7. Єпархія Чарлстона, Окленда і Середньої Атлантики (Чарлстон)
  8. Єпархія Толідо і Середнього Заходу США (Толідо)
  9. Єпархія Оттави, Східної Канади і півночі штату Нью-Йорк (Монреаль)
19. Буенос-Айреська і Аргентинська митрополія (Буенос-Айрес)
20. Сан-Паульська і Бразильська митрополія (Сан-Паулу)
21. Сантьязька і Чилійська митрополія (Сантьяго)
22. Митрополія Мексики, Венесуели, Центральної Америки і островів Карибського моря (Мехіко)

Внаслідок суперечки Єрусалимським патріархатом про юрисдикцію над Катаром (в березні 2013 року Єрусалимський патріархат призначив єпископа в засновану ним катарського єпархію, що викликало протест з боку Синоду Антіохійського патріархату), Синод Антиохійського патріархату 27 червня 2015 прийняв остаточне рішення розірвати «всяке церковне спілкування» з Єрусалимським патріархатом.

### Дочірні церкви
- Церква Константинополя: надано автокефалію в 381 р. на Константинопольському соборі та статус патріархату було отримано на Халкедонському соборі в 451 р.
- Церква Кіпру: надано автокефалію Антіохійською церквою в 431 р.
- Церква Єрусалима: спочатку Кесарійський єпископат, здобув гідність Патріархату в 451 р. на Халкедонському Соборі з територією отриманою від Антіохійського Патріархату
- Церква Грузії: автокефалія надана Антіохійською церквою в 486 р.
- Церква Імеретії та Абхазії: надана автокефалія Антіохійською церквою в 1470-х роках, але придушена Російською імперією в 1814 році. Вона була в залежністі від Московського патріархату та Російської імперії до 1917 року, коли вона возз'єдналася з Церквою Грузії.